# Samuel Brandt
Samuel Brandt herbu własnego – deputat z województwa malborskiego na Trybunał Główny Koronny w 1637/1638 i 1641/1642 roku.